# Cleistanthus kingii
Cleistanthus kingii är en emblikaväxtart som beskrevs av Eugene Jablonszky. Cleistanthus kingii ingår i släktet Cleistanthus och familjen emblikaväxter. Inga underarter finns listade i Catalogue of Life.